# Universidad de Tarapacá
La Universidad de Tarapacá es una universidad chilena, de carácter estatal, cuya sede central se encuentra ubicada en Arica, capital de la región de Arica y Parinacota. Forma parte de la Agrupación de Universidades Regionales de Chile, del Consejo de Rectores de las Universidades Chilenas y del Consorcio de Universidades del Estado de Chile. La universidad es reconocida mundialmente por su aporte constante al desarrollo de la Arqueología del Norte Grande de Chile y por su rápido crecimiento y posicionamiento estratégicos, a nivel nacional y latinoamericano.[cita requerida]
Un elevado porcentaje de sus académicos ha tenido acceso a variados programas de perfeccionamiento y un 82 % de ellos ha alcanzado los grados académicos de magíster y doctor.
Actualmente se encuentra acreditada por la Comisión Nacional de Acreditación (CNA-Chile) por un período de 6 años (de un máximo de 7), desde junio de 2023 hasta junio de 2029.Figura en la posición 18 dentro de las universidades chilenas según la clasificación webométrica SCImago Institutions Rankings (SIR) 2024.Está en la posición 15 según el ranking de Webometrics 2024. Está en la posición 21-25 a nivel nacional en el QS Rankings 2024.Está en la posición 6-16 a nivel nacional en el ranking Times Higher Education 2024.

## Historia
La Universidad de Tarapacá fue fundada en 1981, mediante el DFL N.º 150, de 11 de diciembre de 1981, como una corporación de derecho público, autónoma, con personalidad jurídica y patrimonio propio, en el marco del procedimiento descentralizador llevado a cabo por la reforma a la educación superior durante la dictadura militar, iniciando sus actividades en 1982.
Aunque fue fundada en 1981, a partir del Instituto Profesional de Arica, la Universidad de Tarapacá, posee una labor de más de 40 años al ser heredera de la sede Arica de la Universidad de Chile (transformada en 1981 en el Instituto Profesional de Arica), y de la sede Arica de la Universidad Católica del Norte. La mayoría de sus profesores llegaron de la Pontificia Universidad Católica de Valparaíso, fundadora de la Universidad Católica del Norte. En su primer año de actividades se crearon la Facultad de Ciencias y la Facultad de Educación y Humanidades.
Años después, en 1994, a través de una gestión inmobiliaria, tuvo lugar la obtención de los campus Saucache y Azapa.
En 2004, la universidad dio inicio a la implementación de la sede de Iquique e inauguró su biblioteca central en Saucache. Al año siguiente inauguró el anexo de esta última y se crearon las escuelas universitarias, mientras que en 2006 se creó el Instituto de Alta Investigación. En tanto, en 2007, la Universidad de Tarapacá inició la construcción de la sede Esmeralda en Iquique.
Desde su fundación, la universidad ha colaborado estrechamente en el desarrollo de la región donde se ubica, ya sea en el orden económico, social y cultural, y actualmente se encuentra acreditada por cinco años (2012-2017), por la Comisión Nacional de Acreditación, en las áreas de gestión institucional, docencia de pregrado, investigación y vinculación con el medio.

## Administración
El máximo cuerpo colegiado de la Universidad de Tarapacá es la Junta Directiva. Entre sus funciones está la de proponer al Presidente de la República la terna para el nombramiento del Rector y la de designar a los funcionarios superiores de la universidad de acuerdo con su estatuto.
La Rectoría es la unidad superior responsable de la dirección de las actividades académicas, administrativas y financieras de la universidad. Su responsabilidad está a cargo del Rector.
En cuanto al ejercicio del control de la legalidad de los actos de las autoridades de la universidad, la responsabilidad recae en la Contraloría, la que además fiscaliza el ingreso y uso de fondos; examina las cuentas de las personas que tengan a su cargo bienes de la Corporación y, ejerce las demás funciones afines que le señale la Junta Directiva. Sus unidades de apoyo son la Oficina de Auditoría y la Oficina de Control Legal.
El actual Rector de la Universidad de Tarapacá es Emilio Rodríguez Ponce.
| #  | Rector                      | Período       |
| -- | --------------------------- | ------------- |
| 1  | Carlos Valcarce Medina      | 1982-1987     |
| 2  | Hernán Sudy Pinto           | 1988          |
| 3  | Juan José Valcarce Ortiz    | 1989          |
| 4  | Jorge Urquhart Matheu       | 1990-1993     |
| 5  | Luis Tapia Iturrieta        | 1994-2001     |
| 6  | Emilio Rodríguez Ponce      | 2002-2005     |
| 7  | Sergio Pulido Roccatagliata | 2006-2009     |
| 8  | Emilio Rodríguez Ponce      | 2010-2013     |
| 9  | Arturo Flores Franuliĉ      | 2014-2017     |
| 10 | Emilio Rodríguez Ponce      | 2018-presente |

## Organización
Desde 2011, la Universidad de Tarapacá posee 44 carreras de pregrado y 27 de postgrado (22 magíster y 5 doctorados), organizadas en torno a cinco facultades y cinco escuelas universitarias, tanto en su casa central en Arica como en su sede en Iquique, y que son dependientes de la Vicerrectoría Académica. Además, cuenta con un Instituto de Alta Investigación, un Centro de Formación Técnica y otros organismos dependientes, como el Museo Arqueológico:

### Facultades
A 2024, la Universidad de tarapacá cuenta con nueve facultades que administran seis escuelas y 22 Departamentos.
| Facultad                              | Creación | Divisiones | Decano                    |
| ------------------------------------- | -------- | --- | ------------------------- |
| Facultad de Administración y Economía | 2018     | Escuela de Administración y Negocios Escuela de Diseño e Innovación Tecnológica | Luis Mella Salinas        |
| Facultad de Ciencias                  | 1981     | Departamento de Biología Departamento de Matemática Departamento de Física Departamento de Química | Álvaro Cortinez Pontoni   |
| Facultad de Ciencias Agronómicas      | 2006     | Departamento de Producción Agrícola Departamento de Recursos Ambientales | Pilar Mazuela Águila      |
| Facultad de Ciencias Sociales         | 2022     | Escuela de Psicología y Filosofía Escuela de Trabajo Social Departamento de Antropología Departamento de Ciencias Sociales | Marietta Ortega Perrier   |
| Facultad de Ciencias de la Salud      | 2006     | Departamento de Tecnología Médica Departamento de Obstetricia y Puericultura Departamento de Kinesiología y Nutrición Departamento de Enfermería                                                                                            | Celia Borquez Benitt      |
| Facultad de Derecho                   | 2022     | Escuela de Derecho Arica Escuela de Derecho Iquique | Claudia Moraga Contreras  |
| Facultad de Educación y Humanidades   | 1991     | Departamento de Educación Departamento de Ciencias Históricas y Geográficas Departamento de Ciencias de la Actividad Física y del Deporte Departamento de Español Departamento de Idiomas Extranjeros                                       | Carlos Mondaca Rojas      |
| Facultad de Ingeniería                | 2018     | Departamento de Ingeniería Industrial y de Sistemas Departamento de Ingeniería Mecánica Departamento de Ingeniería en Computación e Informática Departamento de Ingeniería Eléctrica y Electrónica Departamento de Ingeniería y Tecnologías | Alejandro Rodríguez Estay |
| Facultad de Medicina                  | 2022     | Departamento de Ciencias Clínicas Departamento de Ciencias Biomédicas | Andrea Larrazabal Miranda |

### Instituto
- Instituto de Alta Investigación: creada en 2006, es una unidad académica encargada de llevar a cabo las labores investigativas de la universidad en distintas áreas del conocimiento, tanto en el ámbito teórico como aplicado, a fin de generar publicaciones indexadas a nivel ISI y proyectos de investigación a nivel nacional e internacional, además de permitir a sus integrantes la creación y acceso a redes de colaboración con académicos de alto nivel, tanto de Chile como del extranjero, posibilitando un intercambio de información científica.

### Centro de Formación Técnica
- Centro de Formación Técnica de Tarapacá

### Organismos dependientes
- Centro Sismológico: este centro nace como un proyecto conjunto de investigación entre la Universidad de Tarapacá; el Departamento de Geofísica de la Universidad de Chile; el Institut de Physique du Globe, Strasbourg-Francia; y el IRD-Francia (Institut de Recherche pour le Développement). Cuenta con ocho estaciones sísmicas y, desde 1995, permite que sea posible registrar y procesar todos los eventos sísmicos que ocurren en la Región de Arica y Parinacota, parte del sur de Perú y la zona fronteriza con Bolivia.
- Museo Arqueológico y Antropológico de San Miguel de Azapa

## Campus y sedes
Territorialmente la Casa Central se encuentra emplazada en la Región de Arica y Parinacota. Sus tres campus están ubicados en Arica, estando uno de ellos ubicado en la localidad de San Miguel de Azapa. Además, la universidad cuenta con una sede en la Región de Tarapacá, en Iquique.

### Campus Velásquez
Se encuentra ubicado en el centro de Arica, muy cercano a la costa de la ciudad. Tiene más de 1,5 hectáreas construidas, en una superficie que supera las tres hectáreas. Antiguamente las instalaciones albergaban a la sede Arica de la Universidad de Chile y, en 2007, parte de sus dependencias fueron entregadas en arriendo al Gobierno Regional de Arica y Parinacota, para su funcionamiento provisional. En el campus se encuentran la Rectoría, la Prorrectoría y el Aula Magna de la universidad. Y académicamente funcionan el CFT y la mayor parte de la Facultad de Ciencias.

### Campus Saucache
Se encuentra ubicado en el sureste de Arica. Tiene 25.000 m² construidos, en 14 hectáreas de terreno. Antiguamente perteneció a la sede Arica de la Universidad del Norte y dentro de sus instalaciones se encuentran la Dirección General Académica, la Dirección de Docencia Extensión y Comunicaciones, la Admisión y Selección de Alumnos, la Registraduría, la Dirección de Asuntos Estudiantiles, la Biblioteca Central y otras dependencias. Así mismo, en el Campus Saucache se encuentran las Facultades de Educación y Humanidades; de Ciencias Sociales y Jurídicas; las escuelas de Negocios; de Ingeniería; y parte de la Facultad de Ciencias.

### Campus Azapa
Se encuentra ubicado en la localidad de San Miguel de Azapa, en el Valle de Azapa, a doce kilómetros de Arica. Cuenta con más de 3.000 m² construidos, en una superficie no construida que supera las 85 hectáreas de terreno, las cuales se dedican mayormente a las labores de la Facultad de Agronomía. Sus instalaciones albergan a esta última y al Departamento de Arqueología y Museología. El campus también acoge en sus terrenos al Museo Arqueológico de la universidad.

### Sede Esmeralda-Iquique
Desde 2002, la universidad dispone de una sede en la ciudad de Iquique, ubicada en la Avenida Luis Emilio Recabarren. Inició sus actividades en 2003 y, a partir de 2011, se imparten las siguientes carreras:
- Derecho
- Ingeniería Civil Eléctrica con mención en Control Automático y Robótica
- Ingeniería Civil en Informática
- Ingeniería Comercial con mención en Gestión y/o Comercio Exterior
- Pedagogía en Educación Básica y Psicopedagogía
- Psicología
- Trabajo Social

Además, a partir de ese mismo año se imparte, como carrera de postgrado, un magíster en Psicología Educacional.